# コトリン島

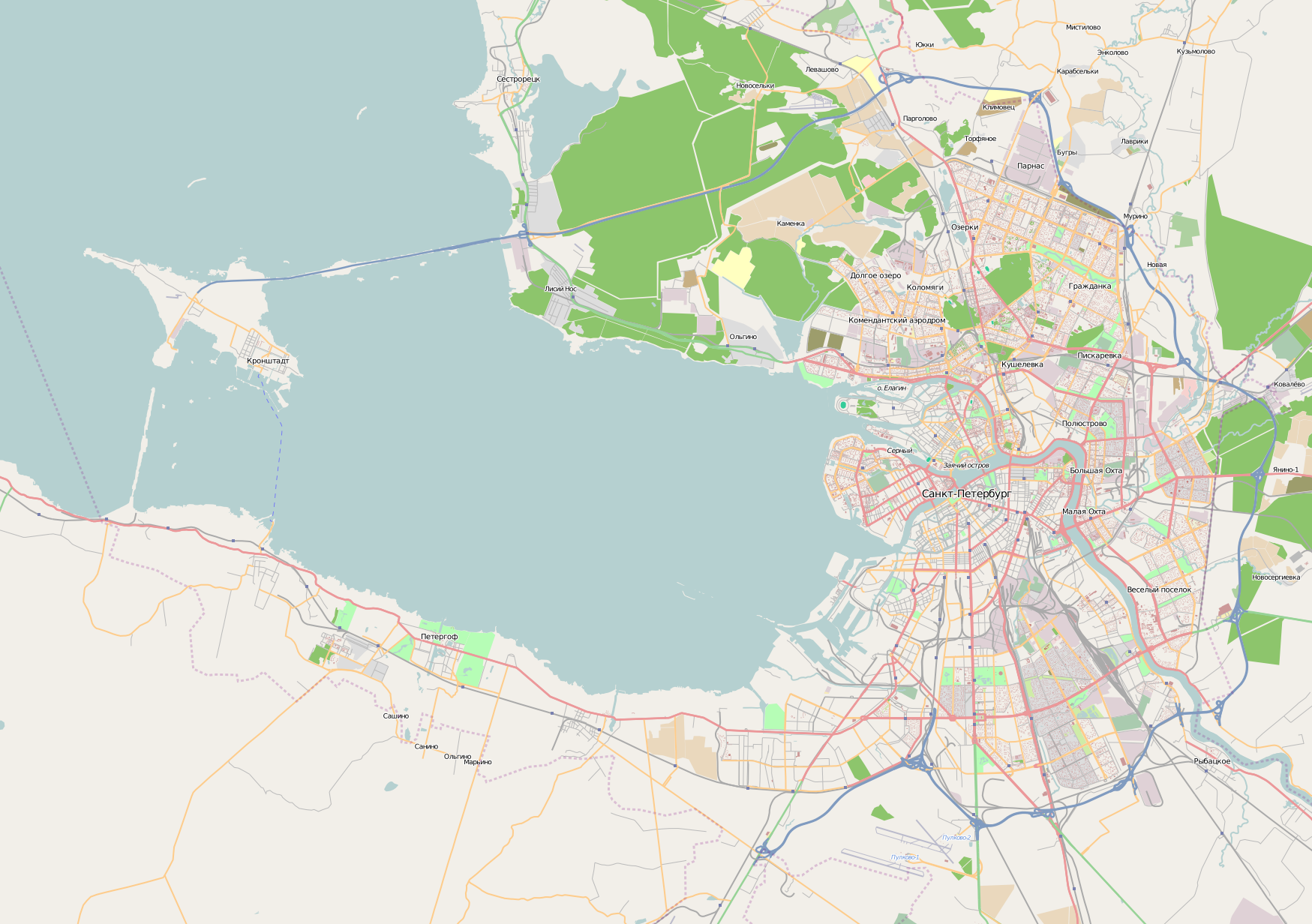
コトリン島の位置（左上）

コトリン島（コトリンとう、コートリン島（コートリンとう）；ロシア語:Котлин；ラテン文字表記:Kotlin）はバルト海、フィンランド湾の奥に位置するロシア連邦の島。サンクトペテルブルクから西に約30km。フィンランド語ではレトゥサーリ（Retusaari）と呼ばれる。
東西の長さ14km、南北の幅は約2kmで長細い形をしており、島の東側にクロンシュタット市がある。西端から約2km沖の岩礁に灯台がある。
この地域は歴史的にフィンランドの地勢であったと思われる。12世紀以降、スウェーデン（北方十字軍）とノヴゴロド公国（ロシア人）の争奪地の一つとなった。13世紀にスウェーデンとノヴゴロドの間で国境線が確定。この島はノヴゴロドのものとなった。その後この島は、ロシア・ツァーリ国（ロシア帝国）に引き継がれたが、1613年にスウェーデンがカレリアと共に領有する。この島が最終的にロシアの領土と確定したのは、大北方戦争の最中の1703年である。以後、海港サンクトペテルブルクを防衛するために、コトリン島は要塞となった。
ブレジネフ時代に、東側の対岸からコトリン島とのあいだに飛び石状に並んでいた小島を結んで防潮堤が築かれ、現在はその上につくられた自動車道路で大陸と結ばれている。また、南側の対岸にはロモノソフ市があり、そのあいだを海底トンネルで結ぶことが計画されている。
バルチック艦隊の主力基地があり、軍事的に重要な島である。サンクトペテルブルクへ接近する海路を二つの海峡に分けており、都市の防衛に大きな役割を果たしてきた。